# جون إف. ويست
جون إف. ويست (بالإنجليزية: John F. West)‏ هو عالم بيئة أمريكي، ولد في 1920، وتوفي في 2001.